# Национални грб
Национални грб је симбол који означава независну државу у облику хералдичког постигнућа. Док националну заставу углавном користе обични људи и она се истиче напољу и на бродовима, национални грб се обично сматра симболом владе или у монархијама чак симболом шефа државе. Краљевски грб монархије, који је некада идентичан националном грбу, понекад се описује као грб доминиона или грб суверенитета.
Национални грбови се налазе на насловној страни пасоша, документа који се користи на међународном нивоу како би се доказало држављанство одређене особе.
Симбол који се зове национални грб, треба да прати правила хералдике. Уколико не прати правила, то формално није грб али је ипак национални амблем. Међутим, многи нехералдички национални амблеми колоквилано се називају националним грбовима, јер се користе у исту сврху као и национални грбови.